# Pałac w Czerwonce
Pałac w Czerwonce – klasycystyczny pałac, znajdujący się w Czerwonce, dzielnicy Sochaczewa. Pierwotnie wystawiony przez rodzinę Błeszyńskich, najprawdopodobniej wg projektu Hilarego Szpilowskiego, od 1855 r. był własnością rodziny Garbolewskich. Od 1973 r. jest siedzibą Państwowej Szkoły Muzycznej I i II stopnia im. Fryderyka Chopina w Sochaczewie.

## Historia
Budowę pałacu ufundowała rodzina Błeszyńskich około 1800 r. Najprawdopodobniej autorem projektu był architekt Hilary Szpilowski, projektant wielu klasycystycznych pałaców Królestwa Kongresowego przełomu XVIII i XIX wieku. W latach 1817–1823 kolejnym właścicielem majątku był Jan Nepomucen Toczyski, marszałek powiatu błońskiego, a w latach 1823–1843 Augustyn Radwan, dowódca pułku piechoty liniowej Wielkiego Księcia Michała. Po śmierci generała, jego żona wyszła za mąż za Stanisława Rychłowskiego i to on stał się kolejnym właścicielem dóbr. W 1855 r. posiadłość została odkupiona przez Kazimierza Aleksandra Garbolewskiego i jego żonę Mariannę z Cotinów. Około 1870 r. wzniesiono od strony południowej niewielką przybudówkę, co wydłużyło elewację frontową o dwa dodatkowe okna. Ostatnim przedwojennym właścicielem dóbr był Włodzimierz Ignacy Garbolewski.
W czasie II wojny światowej Czerwonkę zajęli Niemcy. W pałacu zamieszkał dr Hans Scheu, pełniący funkcję starosty sochaczewskiego. W 1943 r. dokonano przekształceń wnętrz, które pozbawiły dwór wyposażenia i rozkładu pomieszczeń z czasów Garbolewskich. W 1944 r. pałac stał się siedzibą władz dystryktu warszawskiego. W pałacu rezydował generał Erich von dem Bach, który dowodził stąd działaniami wojsk niemieckich przeciwko powstańczej Warszawie. W 1945 r. majątek rozparcelowano, a dziedziczka Halina Garbolewska została zmuszona przez władze komunistyczne do wyjazdu.
Posiadłość w 1946 r. została włączona w granice Sochaczewa. W latach 1945–1973 użytkownikiem dworu i otaczającego parku była Dyrekcja Technikum Ogrodniczego w Sochaczewie. W 1973 r. Urząd Miasta Sochaczewa przeznaczył dwór na siedzibę Państwowej Szkoły Muzycznej, która mieści się tu do dzisiaj. W latach 1984–1985 odpowiadając na zwiększające się potrzeby lokalowe szkoły, od strony południowo-wschodniej dobudowano wydłużony parterowy łącznik, zakończony obszerną, dwukondygnacyjną salą koncertową.

## Architektura
W trakcie swych dziejów dwór w Czerwonce nie został zniszczony, był jedynie rozbudowywany, a budynek frontowy tylko nieznacznie zmienił swój zewnętrzny wygląd w porównaniu ze stanem z 1800 r. I tak ok. 1870 r. wzniesiono od strony południowej niewielką dobudówkę dla zwiększenia powierzchni mieszkalnej, a w latach 1984–1985 budynek dworski został znacznie rozbudowany poprzez dostawienie nowego skrzydła od strony ogrodu.

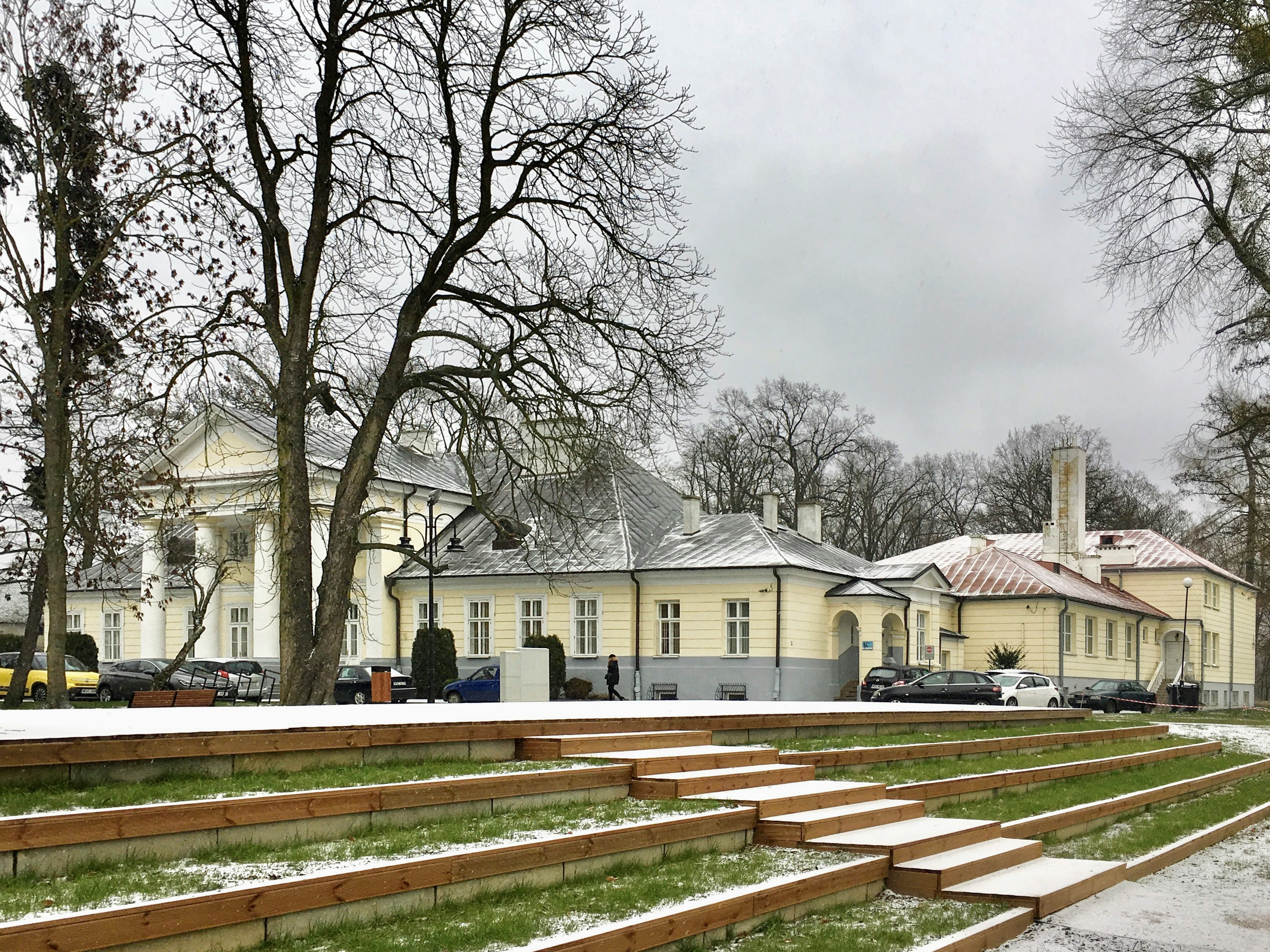
Widok pałacu od strony sceny plenerowej

Pałac, murowany z cegły, tynkowany, boniowany, z piwnicami sklepionymi kolebkowo. Wzniesiony na planie wydłużonego prostokąta, zwrócony frontem na zachód, jest parterowy, z częścią środkową wyższą o jedną kondygnację. Elewacja frontowa jest jedenastoosiowa. Jej środkowy ryzalit, trójosiowy, dwukondygnacyjny, poprzedza czterokolumnowy portyk toskański w wielkim porządku, dźwigający belkowanie z fryzem tryglifowym oraz trójkątny fronton. Okna w profilowanych obramieniach. W obrębie pierwszej kondygnacji boniowane na całej wysokości. Elewacja tylna, dziewięcioosiowa, z przekształconym tarasem. Od szczytu południowo-zachodniego dostawiono część mieszczącą dodatkowe pomieszczenia, do niej wejście od strony elewacji frontowej. Obiekt nakryty został czterospadowym dachem, przetykanym lukarnami.
Pierwotny układ pomieszczeń był dwutraktowy, z korytarzem pośrodku i sienią na osi. Obecny podział wnętrz zmieniony. Wyjątkową pozostałością po czasach Garbolewskich jest kominek klasycystyczny z pierwszej połowy XIX w., wykonany z piaskowca, ujęty parami jońskich kolumienek. Jego fragmenty możemy oglądać w pomieszczeniu na prawo od sieni. Oprócz niego we wnętrzach można zobaczyć dziewiętnastowieczny piec kaflowy i fragmenty profilowanego gzymsu, okalającego części niektórych ścian.
Pomimo braku jednoznacznego dowodu na opracowanie projektu przez Hilarego Szpilowskiego, jego autorstwo jest bardzo prawdopodobne. We wszystkich wznoszonych przez siebie budowlach architekt stosował styl klasycystyczny. W przypadku jego dworów wiejskich nieodłącznym elementem jest czterokolumnowy portyk w wielkim porządku z tympanonem, jak również posadowienie na planie wydłużonego prostokąta. O autorstwie Szpilowskiego na terenie Czerwonki świadczy nie tylko forma, ale także podobieństwo tego obiektu do dworu wzniesionego w tym samym czasie w niedalekich Tułowicach, który profesor Tadeusz Jaroszewski przypisał właśnie Szpilowskiemu.

## Park

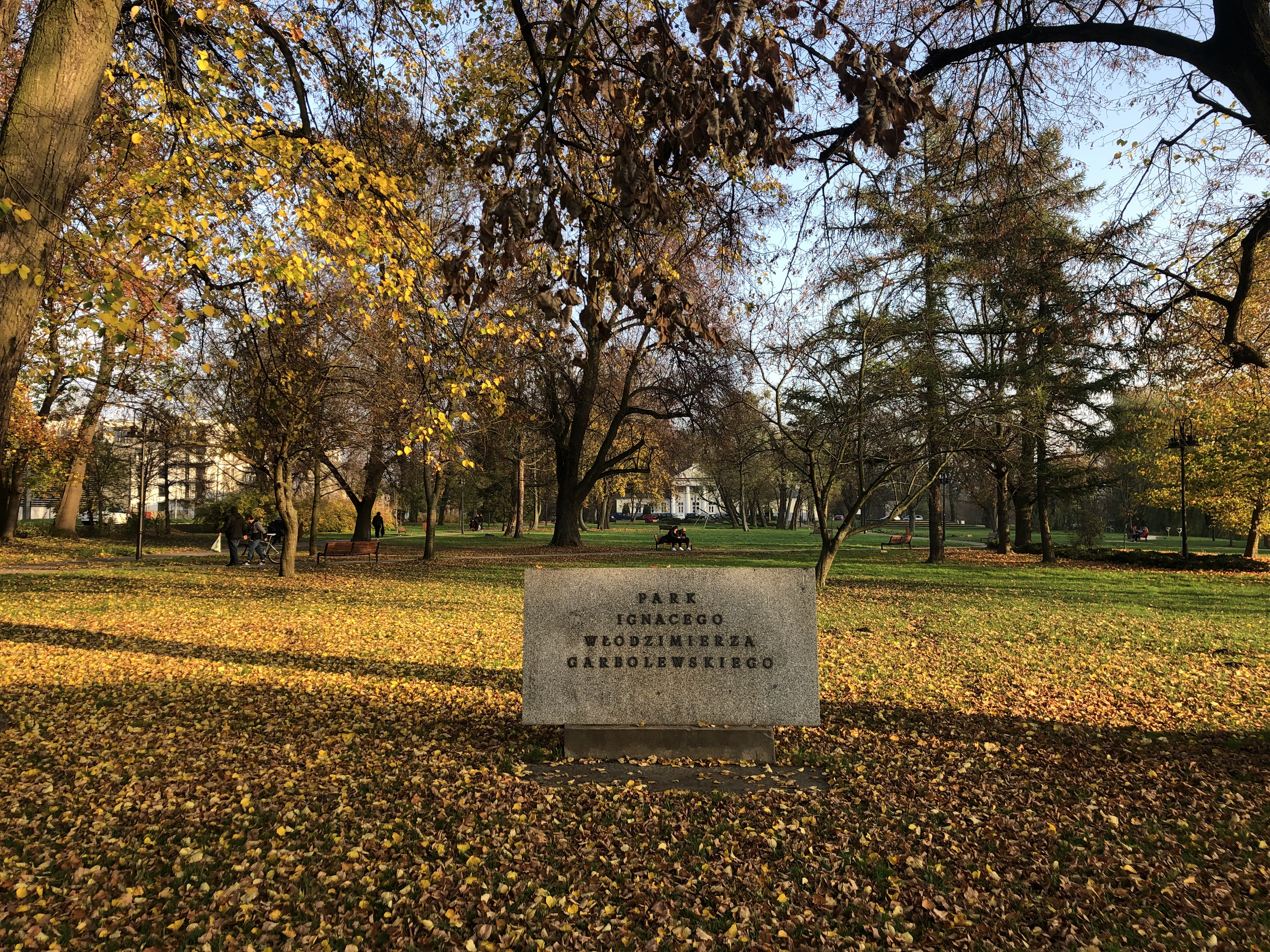
Park im. Garbolewskiego

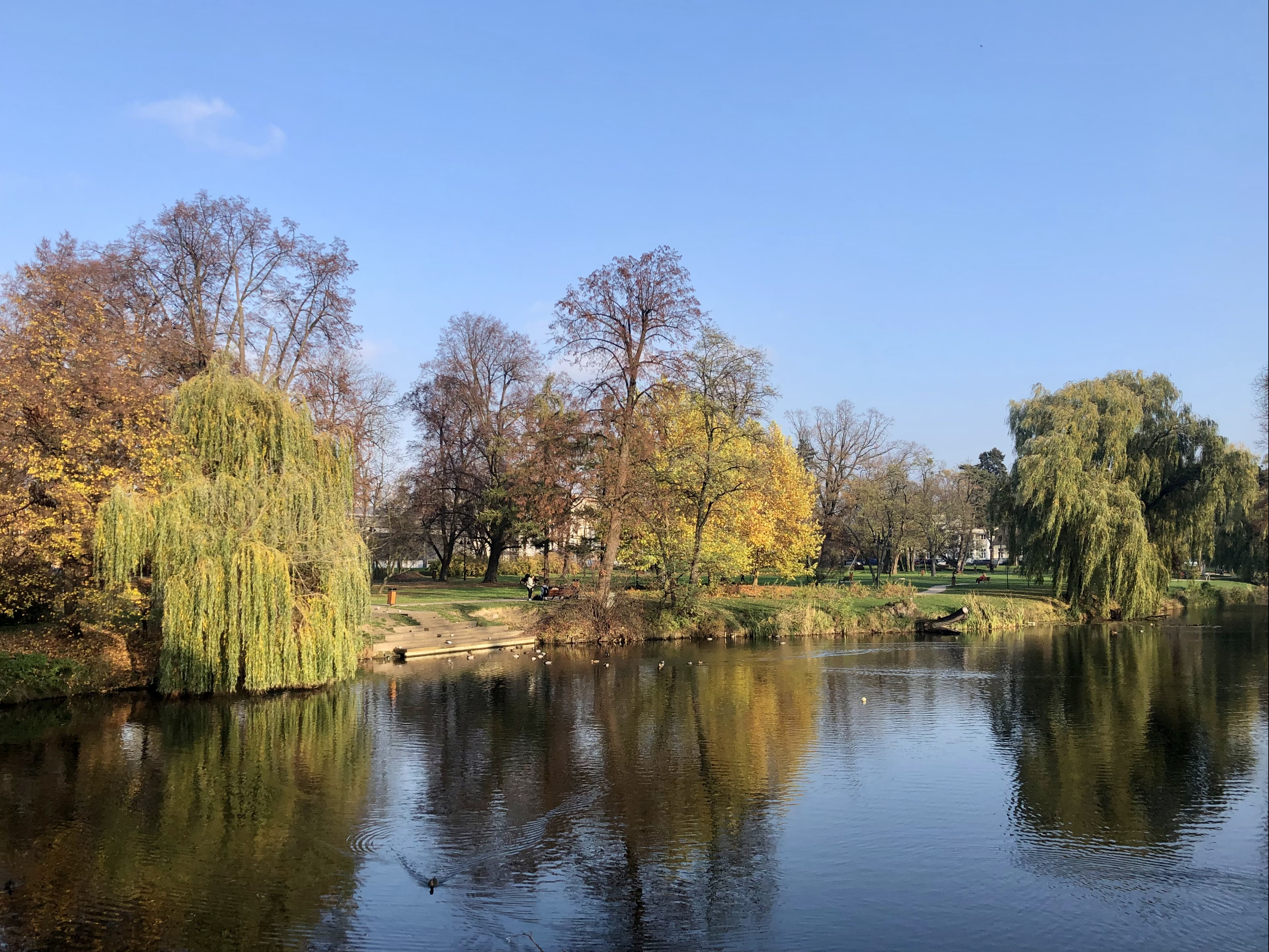
Staw w południowej części parku

Budynek pałacu otaczają pozostałości parku krajobrazowego, założonego w poł. XIX w., obecnie noszącego imię Ignacego Włodzimierza Garbolewskiego, ostatniego właściciela majątku.
Park ma powierzchnię 3 ha, w południowej części znajduje się zbiornik wodny, podobnie jak pałac jest wpisany do rejestru zabytków (nr rej.: 324/62 z 1.02.1962 oraz 33 z 20.06.1981).
W 2018 r. park przeszedł gruntowną rewitalizację. Odtworzono historyczny przebieg alejek oraz okrągły, ozdobny kwietnik. Stworzono scenę plenerową, zbudowaną w miejscu dawnej oficyny dworskiej, oraz ogród muzyczny wraz z plenerowym zestawem instrumentów.
W parku w okresie letnim cyklicznie odbywają się koncerty plenerowe.